# Wissenschaftlich Orientierte Fachausbildung
Die Wissenschaftlich Orientierte Fachausbildung (Abkürzung: WOF) war ein Ausbildungsinstrument der Deutschen Bundespost. Mit der besonderen Qualifizierung  war es der DBP möglich, den erweiterten Bedarf an Kräften des gehobenen technischen Dienstes (CFt) mit Beamten der mittleren Laufbahn (BFt) zu decken. Dies wurde allgemein als Aufstieg von der mittleren- in die gehobene Laufbahn bezeichnet.
Hintergrund dazu war die damalige Bundeslaufbahnverordnung vom 1. Januar 1987, in Verbindung mit der Rahmen-, Laufbahn-, Ausbildungs- und Prüfungsordnung für die Laufbahn des gehobenen Dienstes in der Bundesverwaltung. 

## Wesentliche Schwerpunkte der Ausbildung
- Laufbahnübergreifende Grundbildung
- laufbahnbezogene Fachbildung
- Zielbeschreibung für Lehrgänge und Praktika
- didaktische Kopplung von Lehrgängen und Praktika
- ausbildungsbegleitende Leistungskontrollen
- Bestellung von Ausbildungsleitern
- Aufstiegsregelung mit wissenschaftlicher Fachausbildung (WOF)

## Aufstiegsregelungen
Ein Aufstieg von BFt nach CFt fand in der Regel einmal jährlich statt. Die geeigneten Beamten mussten sich dazu der sogenannten Eignungsfeststellung für den Aufstieg nach CFt unterziehen. Nach Bestehen des schriftlichen und mündlichen Teils dieser Prüfung wurden die Beamten zur Wissenschaftlich orientierten Fachausbildung (WOF) zugelassen. 
Für die zeitliche Durchführung des WOF waren insgesamt 156 Wochen vorgesehen, was 3 Jahren entsprach.
- 26 Wochen für den Teil 1 des WOF fanden in den Fernmeldeschulen der Oberpostdirektionen Hannover/Braunschweig, Karlsruhe, Köln, Münster und Nürnberg statt.
- 52 Wochen für die Teile 2–4 des WOF (einschließlich der Zwischenprüfung nach Teil 2) wurden an den Fachhochschulen der Deutschen Bundespost Berlin und Dieburg durchgeführt.
- 57 Wochen für die anschließende praktische Ausbildung (57 Wochen) beinhalteten Grundbildungslehrgänge, Fachlehrgänge und Praktika.
- 21 Wochen waren für die Prüfung, Prüfungsvorbereitung und Erholungsurlaub vorgesehen.
- Als Abschluss stand eine Aufstiegsprüfung für den gehobenen fernmeldetechnischen Dienst mit einem schriftlichen Teil, der sechs Aufsichtsarbeiten beinhaltete und dem mündlichen Teil, zu dem die Zulassung nur erfolgte, wenn vier oder mehr der schriftlichen Aufsichtsarbeiten mindestens mit der Note ausreichend bewertet worden waren.